# Neobisium sublaeve
Espèce
Synonymes
- Obisium sublaeve Simon, 1879

Neobisium sublaeve est une espèce de pseudoscorpions de la famille des Neobisiidae.

## Distribution
Cette espèce se rencontre en France, en Italie et en Albanie.

## Systématique et taxinomie
Cette espèce a été décrite sous le protonyme Obisium sublaeve par Simon en 1879. Elle est placée dans le genre Neobisium par Beier en 1963.

## Publication originale
- Simon, 1879 : Les Ordres des Chernetes, Scorpiones et Opiliones. Les Arachnides de France, p. 1-332.